# Шишківці (Золочівський район)
Ши́шківці — село в Україні, у Золочівському районі Львівської області. Відстань до м. Броди становить 35 км, що проходить автошляхом місцевого значення. Відстань до найближчої залізничної станції Броди становить 35 км.
Село Шишківці та Маркопіль раніше були підпорядковані Маркопільській сільській раді Населення становить 286 осіб.

## Освіта
До 1 вересня 2017 року в селі діяла Шишківська загальноосвітня школа І ступеня (директор Бучинська Ірина Володимирівна), але через брак учнів була закрита. За словами очільниці Маркопільської сільради Чумак Л. Б., троє першачків, на прохання їх батьків, зараховані до Маркопільського НВК — ЗОШ I-III ступенів, що знаходиться у сусідньому селі. Туди ж пішли навчатися й решта шишковецьких школярів. Щодо будівлі колишньої початкової школи, то після реконструкції тут планується відкриття дошкільної установи.

## Охорона здоров'я
В селі діє фельдшерсько-акушерський пункт (завідувачка Собецька Любов Володимирівна).

## Історія
Під час національно-визвольної війни козацько-татарське військо, що поверталося після перемоги над військом Речі Посполитої у битві під Пилявцями 1648 року, увійшло на територію Львівської землі з боку Збаража і Тернополя. У 1649 році найбільш спустошеними селами були Голубиця, Літовище, Пеняки, Шишківці, Чепелі, Гнідава, Мильне та Маркопіль. Про спустошення села у 1649 році присягу перед польською владою складав мешканець Шишківців Хацько. За його словами було спалено церкву, корчму, людей вбито або забрано в ясир, через що жодного податку сплатити не було змоги.
В селі діяла підпільна молодіжна ланка ОУН.Члени організації були заарештовані в 1950р  під час спецоперації МДБ.

## Пам'ятки
Церква Святого Архистратига Михаїла з дзвіницею 

Пам'ятки архітектури національного значення № 1341/1, 341/2
 
Дерев`яна церква Святого Архистратига Михаїла була споруджена у 1904 році на схилі південно-східної околиці Шишківців, біля сільського цвинтаря. Для її спорудження використані будівельні матеріали зі старої церкви 1784 року. До 1939 року її патронесою була Марія Цєнська зі Львова. На південний захід від церкви збереглася дерев'яна двоярусна, збудована з дубових брусів дзвіниця з 1686 року, накрита наметовим дахом. Обидва пам'ятники належать до зразків галицької школи народної архітектури..
Нині церква знаходиться в користуванні парафії Святого Архистратига Михаїла УГКЦ (парох о. Ярослав Бордюг),  чисельністю 160 вірян.

## Громадське життя
В селі діє Народний дім (директор Василіна Ірина Володимирівна).